# Петушиные бои
Петуши́ные бои́ — состязания специально обученных хозяевами боевых петухов, которых натравливают на драку друг с другом; азартный вид спорта, в котором наблюдатели делают ставки на победу одного из петухов.

## История
Родоначальником современных петухов и кур принято считать индийскую дикую курицу, одомашнивание которой произошло в IV—III тысячелетиях до н. э. Сначала владение курицей считалось царской привилегией, и они использовались исключительно для петушиных боёв.
Петушиные бои проводились ещё в древние времена в странах востока: Индии, Китае, Персии и других.
В Вавилон боевые петухи попали примерно в 700 году до н. э. вместе с персидскими солдатами, вернувшимися из похода на Индию.
В Греции петушиные бои стали популярны во времена Фемистокла, который вернулся из Персидского похода и построил специальный амфитеатр для боёв. О появлении петушиных боёв в Афинах рассказал Клавдий Элиан: выступив во главе своего войска навстречу персидскому царю Ксерксу, вторгшемуся в 480 году до нашей эры в пределы Эллады, накануне битвы он обратил внимание на двух драчливых петухов, которые дрались между собой. Фемистокл решил использовать представившуюся возможность подбодрить своих воинов и вселить в них веру в победу и выступил с воодушевляющей речью. Разгромив персов в битве при Саламине, Фемистокл возвратился к себе на родину и учредил ежегодные торжества, сопровождавшиеся петушиными боями, в знак благодарности богам за счастливое предзнаменование, принесшее удачу в сражении. (Клавдий Элиан «Пёстрые рассказы», II. 28).
Сообщают, что на петушиных боях в театре Диониса молодые афиняне должны были присутствовать в обязательном порядке, чтобы на примере петухов учиться вести бой до последнего. В остальное же время афиняне устраивали схватки птиц на рыночной площади.
Тот же Элиан рассказывал об афинянине Полиархе, устраивавшем для своих особо любимых петухов торжественные похороны с погребальной процессией и ставившем им каменные надгробия с эпитафиями.
В обязательную боевую программу войск Древней Греции было введено регулярное наблюдение за петушиными боями, чтобы вселять в своих воинов еще больше стойкости и отваги. Петух как символ состязания и победы изображался на щитах воинов, а также на больших сосудах, которые преподносились победителям во время празднеств. Плутарх рассказывает, что Артаксеркс II распорядился, чтобы воин, убивший в битве при Кунаксе Кира Младшего, отныне носил на копье золотое изображение петуха.
Появились люди, которые специально занимались тренировкой бойцовых птиц и организацией их схваток. Для повышения боевого пыла птиц их рекомендовали кормить чесноком и луком.
Позднее петушиные бои распространились на Азию и Сицилию. Римляне презирали петушиные бои, однако в работах Колумеллы по сельскому хозяйству утверждается, что среди них находились любители, которые проигрывали на этом целые состояния. С породистыми боевыми петухами сравнивает Рим и Карфаген историк Полибий: «Не раз такие птицы, потерявши от изнеможения способность владеть крыльями, находят себе опору в собственной отваге и продолжают наносить друг другу удары, пока наконец мимовольно не кидаются друг на друга, быстро сцепливаются, и тогда один из них падает замертво. Подобно этому римляне и карфагеняне, утомлённые трудами непрерывной борьбы, истощены были вконец, а налоги и расходы, удручавшие их долгое время, подорвали их силы». («Всеобщая история» I, 58).
Сцену петушиного боя описывает в сочинении «О порядке» живший в Карфагене в IV веке Аврелий Августин: «знаком же побеждённого служили выщипанные с шеи перья, в голосе и в движениях сквозило что-то безобразное, но тем самым, уж не знаю как, с законами природы согласное и потому красивое» и далее: «при этом видели ли мы что-нибудь безобразнее побежденного петуха? А, между тем, от этого-то безобразия красота боя становилась еще совершенней».
Из Рима этот вид развлечений был занесён в Бельгию, Англию, Шотландию, Уэльс, Голландию, Германию, Италию, Испанию, Люксембург, а также в их колонии. Распространение петушиных боёв вызывало отчаянное сопротивление церкви, которое, однако, не смогло его остановить. Считается, что на британских островах петушиные бои возможно возникли без римского влияния. Так, когда Юлий Цезарь в 54 году до н. э. прибыл на остров, он, описывая нравы бриттов, отметил, что «кур и гусей держат для забавы» (лат. animi voluptatisque, букв. «удовольствие и наслаждение»).
Петушиные бои оставались любимым развлечением английской королевской семьи и дворянства до XIX века. Первая в Британии арена для их проведения была построена королём Генрихом VIII.
В колониях Северной Америки петушиные бои появляются достаточно рано, однако практически сразу же запрещаются в некоторых штатах. В Великобритании этот вид спорта подпадает под запрет в 1849 году, а на Кубе — только лишь с приходом к власти Фиделя Кастро в 1959 году, но были легализованы в 1980 году. В период проживания на Кубе большим поклонником петушиных боёв стал Э. Хемингуэй, который даже говорил: «Говорят, что петушиные бои — это жестоко. Но что, чёрт возьми, бойцовому петуху ещё делать?».
Скорее всего, петушиные бои получили огромную популярность благодаря тому, что для их организации требуется гораздо меньше места и денег, чем, например, для корриды.
Во Франции сделали исключение для регионов, где эти занятия являются частью традиционной культуры. Для петушиных боев такими были признаны несколько мест в регионе Нор — Па-де-Кале: города Рембокур, Ла-Блистад и несколько деревень в окрестностях Лилля.
В России петушиные бои приобрели популярность благодаря генерал-майорам А. Г. Орлову (завёз из Англии породистых бойцовых петухов) и А. М. Всеволожскому. В Москве существовало Общество петушиных охотников, занимавшееся проведением боёв. Описание петушиных боёв в московском трактире «Голубятня» можно прочитать в книге В. А. Гиляровского «Москва и москвичи». С 1860-х годов полиция начала преследовать петушиные бои.
Они стали популярны в странах Юго-Восточной Азии, Индонезии, Китае, на Филиппинах. Еще Пигафетта, спутник Магеллана, описывая остров Палаван, заметил, что «все здесь имеют петухов, иногда заставляют их биться друг с другом и при этом ставят определённую сумму».

## Правила
Обычно для петушиных боёв используют площадку круглой формы с размером бордюров диаметром приблизительно 6 метров. Барьер по краям площадки не даёт петухам выйти за территорию ринга.
Выделяют три формы проведения петушиных боёв:
- Соревнование или матч. Бой ведётся в заранее определённых парах. Победитель определяется количеством побед
- Королевская битва. Все птицы одновременно выпускаются на поле боя. Победителем считается последний оставшийся в живых или способный продолжать бой петух.
- Уэльский бой. Битва ведётся в восьми парах. Затем в парах бой идёт между победителями первого и второго раунда. И, наконец, в четвёртом раунде стравливаются два петуха, победившие в своих парах в предыдущем раунде. Перед боем птицы не должны видеть друг друга.

Ставки на петушиные бои принимаются как до начала состязаний, так и непосредственно в ходе битвы. Петухи обычно выходят на арену в возрасте одного-двух лет. В возрасте полугода цыплятам отрезают гребень, так как его повреждение в ходе боя приводит к большой потере крови. Для тренировок петуха используют специальные беговые тренажёры.
Перед началом состязаний на естественные петушиные шпоры надеваются искусственные из металла или кости длиной около 4-х сантиметров. Однако существуют и более длинные шпоры, достигающие 6,5 сантиметров.
Современные правила позволяют отозвать с арены петуха, получившего серьёзные травмы. Также иногда применяются раунды, ограниченные по времени.
Если петух отказывается драться со своим противником, то в этом случае ему засчитывают поражение.
Во всех петушиных боях слово судьи является законом. Это распространяется в том числе и на ставки.
Как правило, петух дерётся раз в жизни, так как даже если он одержит победу, обычно погибает через одну неделю от ран.

## Интересные факты
- Желание победить заставляло владельцев петухов идти на различные мошенничества. Например, петуху натирали шею салом или маслом, а сверху посыпали перцем. Петух-конкурент не мог схватить шею соперника сразу, а если схватывал, то в клюв попадал перец, и петух-конкурент начинал чихать[4].
- Петушиный бой у балийцев считается ритуалом жертвоприношения, поэтому проводится на каждом храмовом празднике или религиозной церемонии. Самые древние упоминания о петушиных боях на Бали относятся к первой половине X века. Проводят и бои без религиозных целей, ради ставок[2].

## Кинематограф и телевидение
- Цинцинати Кид (1965) — реж. Норман Джуисон
- Бойцовский петух (1974) — реж. Монте Хеллман
- Ромовый дневник (2011) — реж. Брюс Робинсон
- Сайнфелд (телесериал, 1989-1998) — 8 сезон 11 серия.
- Чемпион мира (фильм, 2021) - реж. Алексей Сидоров